# Le Diamant du ciel

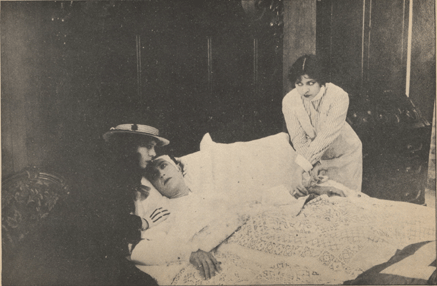
Photo pour la presse de l'époque de The Diamond from the Sky(Lottie Pickford, Irving Cummings et Charlotte Burton

Le Diamant du ciel (The Diamond from the Sky) est un serial muet d'aventure de 1915, réalisé par Jacques Jaccard et William Desmond Taylor, comprenant des acteurs tels que Lottie Pickford, Irving Cummings ou William Russell. Cette œuvre est considérée comme perdue.

## Le film

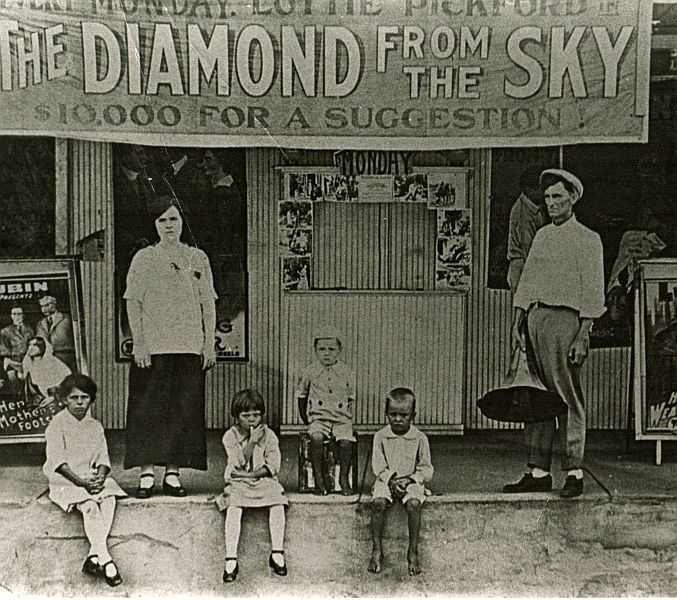
Un cinéma texan en 1915 ou 16 avec une bannière pour The Diamond from the Sky

### Intrigue
Le prologue, dans le premier épisode du serial, décrit la trouvaille du "diamant du firmament", qui devint l'héritage de la famille Stanley, ce qui créa une rivalité quant à sa possession entre le colonel Arthur Stanley et le juge Lamar Stanley. Pour tromper son cousin, le colonel achète un bébé gitan qu'il fait passer pour son enfant. Mais, lors d'une visite du juge pour le voir, la mère du bébé gitan fait irruption et kidnappe la fille du colonel en même temps qu'elle s'empare du diamant.

### Titres des différents chapitres
1. A Heritage of Hate
2. An Eye For An Eye
3. The Silent Witness
4. The Prodigal's Progress
5. For The Sake of A False Friend
6. Shadows at Sunrise
7. The Fox and The Pig
8. A Mind In The Past
9. A Runaway Match
10. Old Foes With New Faces
11. The Web of Destiny
12. To The Highest Bidder
13. The Man In The Mask
14. For Love And Money
15. Desperate Chances
16. The Path of Peril
17. The King of Diamonds and the Queen of Hearts
18. The Charm Against Harm
19. Fire, Fury And Confusion
20. The Soul Stranglers
21. The Lion's Bride
22. The Rose In The Dust
23. The Double Cross
24. The Mad Millionaire
25. A House of Cards
26. The Garden of The Gods
27. Mine Own People
28. On the Wings of the Morning
29. A Deal With Destiny
30. The American Earl

### La fin
Il y eut une fin ouverte, qui donna lieu à un concours remporté par Terry Ramsaye

## Fiche technique
- Titre original : The Diamond from the Sky

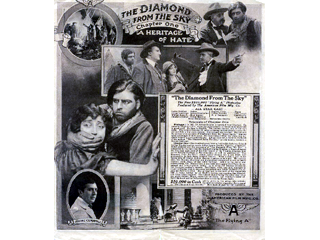
Photo pour la presse de l'époque de The Diamond from the Sky

- Titre français : Le Diamant du ciel
- Titre portugais : O Outro Diamante
- Réalisation : Jacques Jaccard, William Desmond Taylor
- Scénario : Roy L. McCardell (en)
- Production : American Film Manufacturing Company
- Distribution : Mutual Film, North American Film
- Pays de production :  États-Unis
- Format : Noir et blanc - 35 mm - 1,33:1 - Film muet avec intertitres
- Durée : 18 000 mètres (60 bobines) (30 épisodes)
- Genre : aventure
- Date de sortie : États-Unis : 3 mai 1915 (1er épisode)
  - Portugal : 27 janvier 1922

## Distribution
- Lottie Pickford
- Irving Cummings
- William Russell
- Charlotte Burton
- Eugenie Forde
- George Periolat
- Orral Humphrey (en)
- William Tedmarsh (en)
- Hart Hoxie
- George Field
- Rhea Mitchell
- Roy Stewart
- Charles Watt